# Sajfullo Abdullojew
Sajfullo Abdullojew (tadż. Сайфулло Абдуллоев; ros. Сейфулло Абдуллаев, ur. 1899, zm. 1938) – II sekretarz KC Komunistycznej Partii (bolszewików) Tadżykistanu (1936–1937).

## Życiorys
Od 1919 do listopada 1920 był pomocnikiem dowódcy oddziału partyzanckiego w Pamirze, 1921 pracował w Wydziale Specjalnym Pamirskiego Oddziału Czeki, we wrześniu 1922 został sekretarzem komitetu wykonawczego rady gminnej w obwodzie fergańskim, od 1922 należał do RKP(b). Od stycznia do sierpnia 1923 był członkiem Trójki Wojskowo-Politycznej w Pamirze, od 27 sierpnia 1924 do 12 listopada 1925 przewodniczącym Pamirskiego Obwodowego Komitetu Rewolucyjnego, od 16 listopada 1925 do października 1926 przewodniczącym Komitetu Wykonawczego Rady Autonomicznego Obwodu Górskiego Badachszanu, od 1925 kierownikiem Wydziału Organizacyjnego Pamirskiego Biura Partyjnego KC Komunistycznej Partii (bolszewików) Uzbekistanu, a od maja 1926 kierownikiem Wydziału Agitacyjno-Propagandowego tego biura. Do 1928 był prokuratorem Górnobadachszańskiego Okręgu Autonomicznego, następnie pracownikiem aprowizacji obwodu uralskiego, od lipca do października 1929 sekretarzem odpowiedzialnym Komitetu Okręgowego KP(b)U w Hisarze, później kierownikiem Wydziału Kadr KC Komunistycznej Partii (bolszewików) Tadżykistanu. Od 1931 do kwietnia 1932 był ludowym komisarzem rolnictwa Tadżyckiej SRR, od kwietnia do 10 lipca 1932 sekretarzem KC KP(b)T ds. zaopatrzenia, od września 1932 do stycznia 1934 przewodniczącym Centralnej Komisji Kontrolnej KP(b)T i ludowym komisarzem inspekcji robotniczo-chłopskiej Tadżyckiej SRR, od kwietnia 1934 do sierpnia 1936 ponownie ludowym komisarzem rolnictwa Tadżyckiej SRR, a od 20 sierpnia 1936 do 1937 II sekretarzem KC KP(b)T. Został odznaczony Orderem Czerwonego Sztandaru Pracy.
W 1937 został aresztowany, a następnie rozstrzelany w ramach wielkiego terroru.